# Thorium(IV)carbide
Thorium(IV)carbide is het carbide van thorium en heeft als brutoformule ThC. De stof komt voor als kubische kristallen met een hoog smeltpunt.
Thorium(IV)carbide is als alle thoriumverbindingen radioactief.